# Хинув (гміна)
Гміна Хинув (пол. Gmina Chynów) — сільська гміна у центральній Польщі. Належить до Груєцького повіту Мазовецького воєводства.
Станом на 31 грудня 2011 у гміні проживало 9677 осіб.

## Площа
Згідно з даними за 2007 рік площа гміни становила 137.07 км², у тому числі:
- орні землі: 81.00%
- ліси: 13.00%

Таким чином, площа гміни становить 9.91% площі повіту.

## Населення
Станом на 31 грудня 2011:
| Опис     | Загалом | Загалом | Чоловіки | Чоловіки | Жінки | Жінки |
| -------- | ------- | ------- | -------- | -------- | ----- | ----- |
| одиниця  | осіб    | %       | осіб     | %        | осіб  | %     |
| все      | 9677    | 100     | 4865     | 50.27    | 4812  | 49.73 |
| міське   | 0       | 100     | 0        |          | 0     |       |
| сільське | 9677    | 100     | 4865     | 50.27    | 4812  | 49.73 |

## Сусідні гміни
Гміна Хинув межує з такими гмінами: Варка, Ґруєць, Ґура-Кальварія, Пражмув, Ясенець.